# Протодьяконов, Гавриил Дмитриевич
Гавриил Дмитриевич Протодьяконов (1910―1974) ― участник Великой Отечественной войны, артиллерист, старший сержант. Был представлен к званию Героя России.

## Биография
Родился 28 декабря 1910 года в Алагарском наслеге Чурапчинского района Якутии.
Окончив педагогический рабфак, работал учителем в Якутске.
Мобилизован в ряды Рабоче-крестьянской Красной армии в сентябре 1941 года. На фронте с 1942 года, воевал в артиллерии.
Боевое крещение получил в боях у города Елец. Затем участвовал в Сталинградской битве в составе 284-й стрелковой дивизии. Лично уничтожил 7 немецких машин, много огневых точек, нанес урон живой силе врага, подбил самолет. В боях за Мамаев курган его расчет уничтожил 9 пулеметных точек, 4 блиндажа, 2 противотанковые пушки. В августе 1942 года его батарея подбила 20 танков.
На панораме «Сталинградская битва» Протодьяконов запечатлен со своей разбитой пушкой.
В боях на Мамаевом кургане проявил смекалку: выкатывал свою 45-мм пушку на нейтральную полосу и оттуда расстреливал в борта немецкие танки. Он первым вышел на нейтральную полосу, окопавшись между нашими и немецкими траншеями, до него этого никто не делал. В книге «Сражение века» маршал Чуйков пишет: «Оптический прицел был разбит осколками снаряда, но пушка уцелела, а расчет пушки в единственном числе невредим. И тогда Протодьяконов начал прицеливаться в танки противника через ствол орудия. И как только в отверствии ствола появлялся танк, он быстро заряжал орудие и бил прямой наводкой» Из хорошо замаскированного орудия лично подбил три танка .
Освобождал Украину, Польшу, закончил войну в Берлине.
Вернувшись на родину, продолжал работать учителем. Награжден знаком «Отличник народного просвещения РСФСР».
Умер 23 августа 1974 года.

## Награды
- Три медали «За отвагу»
- Медаль «За оборону Сталинграда»
- Медаль «За освобождение Варшавы»
- Медаль «За взятие Берлина»
- Знак «Отличный артиллерист».

## Память
- Увековечен в Волгоградском музее-панораме Сталинградской битвы, где его облик нарисован на фрагменте панорамы боя на Мамаевом кургане
- 45-мм пушка Протодьяконова с 25-ю боевыми вмятинами установлена в Центральном музее Вооруженных Сил СССР в Москве
- Барельефный портрет Протодьяконова установлен на мемориале Площади Победы в Якутске
- О Протодьяконове снят документальный фильм «Великий воин священной войны» («Уоттаах сэрии улуу боотура»)[5]